# 真鍋勝

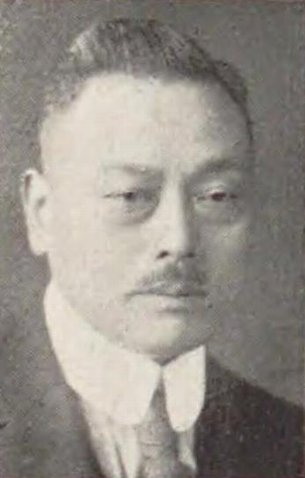
真鍋勝

真鍋 勝（まなべ かつ、1881年〈明治14年〉12月24日 - 1963年〈昭和38年〉6月7日）は、日本の衆議院議員（立憲民政党→民主自由党→自由党）、司法参与官。弁護士。

## 経歴
徳島県美馬郡貞光村（現在のつるぎ町）に武田嘉六の子として生まれ、真鍋儀平の養子となった。第三高等学校を経て、1915年（大正4年）に東京帝国大学文科大学英文科を卒業。1923年（大正11年）、京都帝国大学法学部を卒業し、弁護士を開業した。大倉喜八郎の顧問弁護士も務めた。
1928年（昭和3年）、第16回衆議院議員総選挙に出馬し、当選。第20回まで4回当選を果たした。その間、阿部内閣で司法参与官を務めた。
戦後は第24回衆議院議員総選挙に当選した。